# 安德烈耶夫卡农村居民点 (沃罗涅日州)
安德烈耶夫卡农村居民点（俄语：Андреевское сельское поселение）是俄罗斯联邦沃罗涅日州下杰维茨克区所属的一个农村居民点。其下辖有5个居民点，行政中心为安德烈耶夫卡。据2016年统计，该农村居民点的人口为352人。